# Zeti Akhtar Aziz

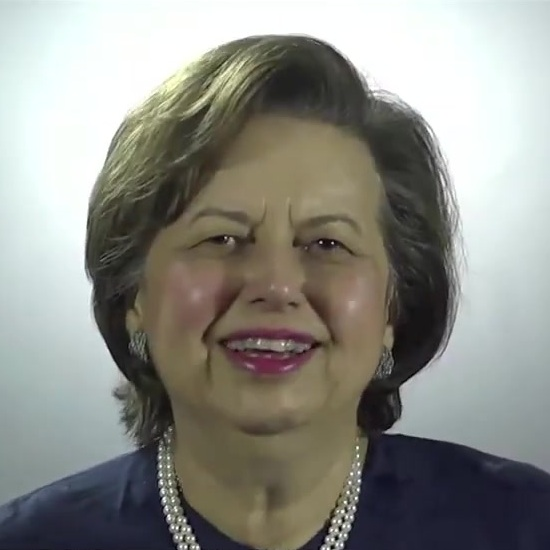
Zeti Akhtar Aziz (2014)

Ungku Zeti Akhtar binti Ungku Abdul Aziz (Jawi اوڠكو زيتي اختر بنت اوڠكو عبدالعزيز; * 27. August 1947 in Johor Bahru) ist eine ehemalige malaysische Managerin. Zwischen 2000 und 2016 saß sie als Gouverneurin der malayischen Nationalbank Bank Negara Malaysia vor.

## Werdegang
Als Tochter von Ungku Abdul Aziz, dem Cousin Ibrahim Iskandaer al-Masyhurs, gehört Akhtar Aziz zur Familie des Sultans von Johor und genoss eine hohe Ausbildung. 1970 graduierte sie in Wirtschaftswissenschaft an der Universität Malaya und setzte anschließend in Studium in den Vereinigten Staaten fort, wo sie 1978 einen Ph.D.-Titel an der University of Pennsylvania erwarb. 
Die erste berufliche Station von Akhtar Aziz war das South East Asian Central Banks Research and Training Centre, wo sie bis zum Wechsel zur Bank Negara Malaysia 1984 tätig war. Dort durchlief sie verschiedene administrative Ebenen und beerbte nach Vorschlag des seinerzeitigen Finanzministers Mahathir Mohamad und der folgenden Berufung durch den Yang di-Pertuan Agong Salahuddin Abdul Aziz zum 1. Mai 2000 Ali Abul Hassan Sulaiman, unter dem sie bereits als Vize-Gouverneurin zwei Jahre lang tätig gewesen war, als erste Frau an der Spitze der Nationalbank. Bis 2016 blieb sie im Amt und erreichte damit fast die bisherige Rekordamtszeit von 18 Jahren, die der zweite Gouverneur Ismail Mohamed Ali zwischen 1962 und 1980 im Amt war. 
Im Mai 2018 wurde Akhtar Aziz nach der Parlamentswahl in Malaysia 2018 vom neuen Premierminister Mahathir Mohamad neben Daim Zainuddin, Robert Kuok, Jomo Kwame Sundaram und Hassan Marican in ein Wirtschaftsexpertengremium berufen, um die Regierung in den ersten hundert Tagen Amtszeit zu unterstützen. Im Juli des Jahres wurde sie in das Überwachungsgremium der staatlichen Investmentfirma Permodalan Nasional Berhad sowie des börsennotierten Immobilienunternehmens Sime Darby Property berufen, wo sie jeweils drei Jahre im Amt war.
Akhtar Aziz wurde mehrfach mit regionalen und nationalen malayischen Orden ausgezeichnet. 2017 erhielt sie zudem den japanischen Orden der Aufgehenden Sonne im Rang eines Großoffiziers.